# وسط المدينة (بنغازي)

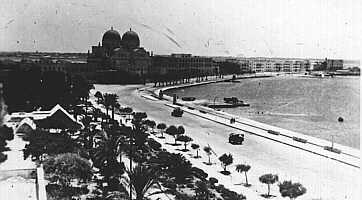
وسط مدينة بنغازي (الإيطالية) الصورة من أربعينيات القرن العشرين

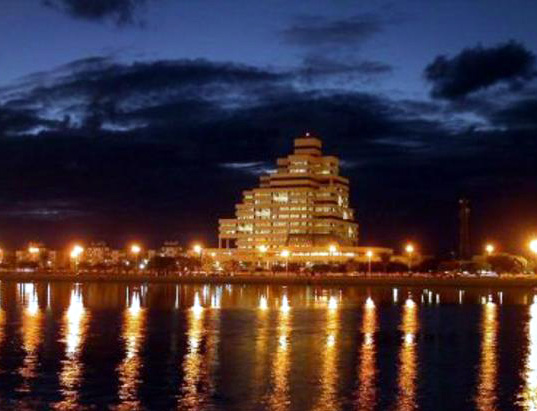
بناية جمعية الدعوة الإسلامية حيث تتخذ عدة شركات ومؤسسات مقرا لها

بنغازي المدينة أو وسط البلاد في مدينة بنغازي، ليبيا. هو الحي التجاري والإداري الرئيسي في المدينة والذي كان يتوفر على بنية تحتية جيدة حتى عام 2014. تواجد به مقر مصرف ليبيا المركزي وقصر محكمة شمال بنغازي وعدد من دور الكتب ومكاتب الصحف والمجلات المحلية إضافة لدار الإذاعة الوطنية وعدد من المؤسسات الحكومية والوزارات فضلاَ عن عدد من الأسواق والمتاجر. ورقم السيارت الإشاري الخاص بالحي هو الرقم (1).
بعد 2011 أصبحت منطقة وسط البلاد مركزاً لعدد من التظاهرات والمسيرات إضافة لعدد من الأنشطة السياسية والثقافية التي شهدتها تحديدا ساحة الحرية (ساحة محكمة شمال بنغازي) فضلاً عن ميدان الشجرة وقصر المنار وغيرها.
في 2014 أعلن اللواء خليفة حفتر عملية الكرامة والتي كان الهدف منها القضاء على الميليشيات والجماعات المسلحة. العملية استمرت حتى نهاية ديسمبر 2017 لكنها خلفت دماراً هائلاً في البنية التحتية في عدد من المناطق التي كانت مسرحا للقتال العنيف والذي شمل استخدام الطائرات والدبابات ومختلف أنواع الأسلحة ماتسبب في دمار هائل في حي وسط المدينة شمل المعالم التاريخية والمنشآت العامة والعمارات ومنازل المواطنين فضلاً عن الطرق والجسور والأسواق ومساجد وكنائس تاريخية إضافة مخلفات الحرب والألغام وعدد كبير من النازحين.

## مرافق رئيسية
حتى 2014 كانت توجد بالحي مجموعة من المباني العمومية التابعة للوزارات منها الخارجية والتعليم والمرافق والبريد والاتصالات والإعلام والثقافة والعدل والأمن العام وإدارة الجوازات والجنسية والمحكمة العليا والسياحة إضافة لقصر المنار.
يضم الحي كورنيش المدينة القديم وميناء بنغازي البحري، كذلك تضم مجموعة من البنوك الرئيسية مثل مصرف ليبيا المركزي - بنغازي، مصرف الوحدة «الرئيسي»، مصرف الوحدة «الميدان»، المصرف التجاري الوطنى الفرع الرئيسي وفرع ميدان البلدية،مصرف الجمهورية، مصرف الأمة، مصرف المتوسط، مصرف التجارة والتنمية، مصرف الصحاري، شركة ليبيا للتأمين، أيضا يوجد مجمع «الخدمة العامة» والذي يضم مؤسسات حكومية. كذلك يوجد مستشفي 7 أكتوبر، وهو من أقدم مستشفيات المدينة بالإضافة لمبنى المؤسسة الوطنية للنفط في المدينة، الشركة العامة للكهرباء، الاذاعة الليبية، شركة ميلكم ليبيا النفطية، شركة شحات البحرية، كذلك تضم فندق قصر الجزيرة وعمر الخيام، أيضا يوجد المسجد العتيق في ميدان البلدية ومبني كاتدرائية بنغازي أيضا المسرح الشعبي، «دار سينما برنيتشي» وهي أقدم وأكبر دار للسينما في المدينة، وكانت أم كلثوم قد أقامت بها حفلا غنائيا العام 1969 م.
كذلك يوجد بالقرب من الحي معرض بنغازي الصناعي أيضا يوجد مبنى جمعية الدعوة الإسلامية وهي عبارة عن مبني ضخم يضم مجموعة من أفرع الشركات والمؤسسات التجارية العاملة في المدينة إضافة لقاعة للمناسابات والمؤتمرات وفرووع للشركات كما ذكر...

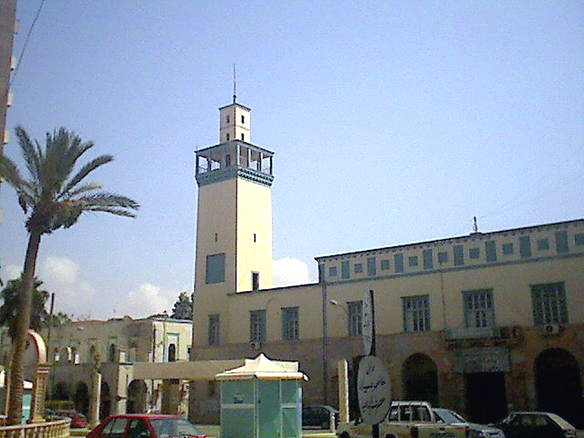
المبني الرئيسي السابق للجامعة الليبية أول جامعة في ليبيا قبالة ميدان أغسطس.

## شوارع الحي الحيوية
أيضا يوجد بطبيعة الحال عدد من الشوارع والميادين الحيوية والتجارية في الحي ومنها شارع قصر أحمد شارع جمال عبد الناصر - بنغازي وميدان الشجرة وشارع عمر المختار وميدان سوق الحوت وشارع فياتورينو وميدان الخالصة وشارع مصراتة وشارع رفيق المهدوي وشارع العقيب الذي يوجد به متحف مصنوعات تقليدية يعرف باسم (حوش الكيخيا)، هذا وتتخذ من منطقة وسط البلاد عدة قنصليات مقرا لها أشهرها مبنى القنصلية الإيطالية العامة في بنغازي في شارع عمر بن العاص وغيرها، فضلا عن ميدان البلدية العريق وهو من أقدم ميادين المدينة.

## مواضيع ذات علاقة
- جليانة
- الصابري
- سيدي اخريبيش
- جامع عصمان
- منارة بنغازي
- قصر الحاكم